# Transports de la région Morges-Bière-Cossonay
Pour les articles homonymes, voir MBC.
Les Transports de la région Morges-Bière-Cossonay (MBC) est une Société anonyme, fondée en 1894 à Bière, sous le nom de Compagnie du Chemin de fer de Bière-Apples-Morges, puis prend son nom actuel en 2003. Elle a pour objectif l'exploitation du réseau de transports publics de voyageurs du même nom, dans l'agglomération de Morges, dans le canton de Vaud en Suisse.
Les Transports de la région Morges-Bière-Cossonay exploitent actuellement le chemin de fer Bière-Apples-Morges, le funiculaire de Cossonay et un réseau de bus urbain et régional.

## Histoire
L'histoire de la compagnie, fondée le 20 février 1894 sous le nom de Compagnie du Chemin de fer de Bière-Apples-Morges (BAM), est intimement liée à celle de la ligne de chemin de fer Bière-Apples-Morges dont elle est l'unique exploitant depuis sa mise en service en juillet 1895,. En 1954, la compagnie lance deux lignes d'autocars au départ de Morges, l'une vers Apples et l'autre vers Lussy-sur-Morges, exploitées avec quatre véhicules et intégrées au réseau CarPostal. En 1966 elle se lance dans le transport scolaire pour la desserte du collège de Morges,.
En 1980, le BAM crée les Transports publics de Morges & environs (TPM), un réseau d'autobus dont la première ligne relie Prélionne à Lonay,. Ce réseau verra quatre extensions majeures au cours de son histoire, en 1985, en 1994, en 2000 et en 2004.
En 2003, le BAM change de nom pour devenir les Transports de la région Morges-Bière-Cossonay (MBC). Les années 2000 verront l'intégration progressive de la compagnie dans la communauté tarifaire Mobilis Vaud et l'extension du réseau d'autobus.
Le 9 décembre 2010, le MBC fusionne avec la compagnie Funiculaire de la Gare à la Ville de Cossonay,, exploitante du funiculaire de Cossonay (CG), puis de nouvelles extensions du réseau de bus sont menées jusqu'en 2013 où la compagnie décide d'abandonner la marque TPM pour regrouper l'ensemble de ses lignes sous sa raison sociale, MBC. La compagnie intègre aussi en décembre 2013 les sept lignes CarPostal de la Société des auto-transports du pied du Jura vaudois (SAPJV) à la suite de la rupture du contrat — en difficultés financières, la SAPJV sera dissoute en 2016 après l'échec du projet de fusion avec les MBC — dont cinq lignes régionales et la desserte de Cossonay,.
Le réseau de bus fut restructuré en 2018.
En 2021, la compagnie va construire un nouveau dépôt-ateliers pour les autobus, près de la route de Préverenges en remplacement de celui de Tolochenaz.
En août 2022, le réseau bus a eu sa plus grande réorganisation de ces lignes.

### Identité visuelle
Les logos ci-dessous résument l'évolution visuelle de l'entreprise et de ses marques commerciales.

Logo de la Compagnie de chemin de fer Bière-Apples-Morges
Logo des Transports publics de Morges & environs
Logo des Transports de la région Morges-Bière-Cossonay

## Réseau
Le réseau des MBC est composé pour l'horaire 2024 de 2 lignes de ferroviaire, 1 funiculaire, 6 lignes urbaines et 9 lignes régionales.
Toutes lignes confondues, les MBC transportaient près de six millions de voyageurs chaque année vers 2015 et dépassent les sept millions de voyageurs en 2022.

### Lignes ferroviaires
- R56 Bière - Apples - Morges
- R57 L'Isle-Mont-la-Ville - Apples

### Funiculaire
- 2003 Funiculaire de Cossonay

### Lignes de bus (Horaire 2025)

#### Ligne Urbaine
| Ligne | Caractéristique | Caractéristique                               | Caractéristique                               | Caractéristique                                               | Caractéristique                                                       | Caractéristique                                               |
| ----- | --- | --------------------------------------------- | --------------------------------------------- | ------------------------------------------------------------- | --------------------------------------------------------------------- | ------------------------------------------------------------- |
| 701   | Tolochenaz La Plantaz ↔ Lausanne Bourdonnette | Tolochenaz La Plantaz ↔ Lausanne Bourdonnette | Tolochenaz La Plantaz ↔ Lausanne Bourdonnette | Tolochenaz La Plantaz ↔ Lausanne Bourdonnette                 | Tolochenaz La Plantaz ↔ Lausanne Bourdonnette                         | Tolochenaz La Plantaz ↔ Lausanne Bourdonnette                 |
| 701   | Longueur 10,8 km aller 10.1 retour | Durée 34 min aller 36 min retour              | Nb. d'arrêts 24                               | Matériel En semaine Autobus articulé Samedi, Dimanche Autobus | Jour de fonctionnement Tous les jours                                 | Nbr voyageur annuel 1'938'384 (2022) 2'443'562 (2023) + 26.1% |
| 701   | Arrêts desservi: - Communes et lieux desservis : Tolochenaz - Morges - Préverenges - Denges - Saint-Sulpice - Écublens - EPFL - UNIL - Lausanne - Stations et gares desservi : Halte de Prélionne - Gare de Morges - Gare de Morges-Saint-Jean - Bourdonnette |                                               |                                               |                                                               |                                                                       |                                                               |
| 701   | Autre: - Zones traversées : 30 33 12 - Amplitude horaire : La ligne fonctionne du lundi au vendredi entre 05h00 et 01h00 environ - Le samedi entre 05h30 et 01h20 environ - Le dimanche entre 06h00 et 01h00 environ - Cadence : En semaine: 10 minutes en heure de pointe, 15 minutes en journée et 20 minutes le soir / Le samedi: 30, 15 et 20 minutes / Le dimanche: 20 et 30 minutes - Particularité : Entre Morges, gare et Morges, Blancherie la ligne ne desserte pas les mêmes arrêts à la suite de la circulation à sens unique au centre-ville de Morges - Mise à jour : 16.06.2024 |                                               |                                               |                                                               |                                                                       |                                                               |
| 702   | Tolochenaz, Les Saux ↔ Bussigny, Gare Sud | Tolochenaz, Les Saux ↔ Bussigny, Gare Sud     | Tolochenaz, Les Saux ↔ Bussigny, Gare Sud     | Tolochenaz, Les Saux ↔ Bussigny, Gare Sud                     | Tolochenaz, Les Saux ↔ Bussigny, Gare Sud                             | Tolochenaz, Les Saux ↔ Bussigny, Gare Sud                     |
| 702   | Longueur 10,5 km aller 10.9 retour | Durée 36 min                                  | Nb. d'arrêts 26                               | Matériel Autobus                                              | Jour de fonctionnement L, Ma, Me, J, V, S, D                          | Nbr voyageur annuel 1'319'490 (2022) 1'473'298 (2023) + 11.7% |
| 702   | Arrêts desservi: - Communes et lieux desservis : Tolochenaz - Morges - Lonay - Echandens - Bussigny - Stations et gares desservi : Gare de Morges - Gare de Morges-Saint-Jean - Gare de Lonay-Préverenges - Gare de Denges-Échandens - Gare de Bussigny |                                               |                                               |                                                               |                                                                       |                                                               |
| 702   | Autre: - Zones traversées : 30 33 15 - Amplitude horaire : La ligne fonctionne du lundi au vendredi entre 05h10 et 01h00 environ - Le samedi entre 05h25 et 01h00 environ - Le dimanche entre 06h00 et 00h45 environ - Cadence : En semaine: 10 minutes en heure de pointe, 15 minutes en journée et 20/30 minutes le soir / Le samedi: 15 et 30 minutes / Le dimanche: 30 minutes - Particularité : - Mise à jour : 16.06.2024 |                                               |                                               |                                                               |                                                                       |                                                               |
| 703   | Morges, Marcelin ↔ Lussy-sur-Morges | Morges, Marcelin ↔ Lussy-sur-Morges           | Morges, Marcelin ↔ Lussy-sur-Morges           | Morges, Marcelin ↔ Lussy-sur-Morges                           | Morges, Marcelin ↔ Lussy-sur-Morges                                   | Morges, Marcelin ↔ Lussy-sur-Morges                           |
| 703   | Longueur 5,6 km | Durée 20 min                                  | Nb. d'arrêts 12                               | Matériel Autobus                                              | Jour de fonctionnement L, Ma, Me, J, V, S, D                          | Nbr voyageur annuel 484'010 (2022) 426'812 (2023) - 11.8%     |
| 703   | Arrêts desservi: - Communes et lieux desservis : Lussy-sur-Morges - Lully (Vaud) - Tolochenaz - Morges - Stations et gares desservi : Halte de La Gottaz - Gare de Morges - Gymnase de Marcelin |                                               |                                               |                                                               |                                                                       |                                                               |
| 703   | Autre: - Zones traversées : 30 31 - Amplitude horaire : La ligne fonctionne du lundi au vendredi entre 05h30 et 00h00 environ - Le samedi entre 06h10 et 00h00 environ - Le dimanche entre 06h30 et 23h00 environ - Cadence : En semaine, 15 minutes en heure de pointe et 20 minutes en journée et soir. / Le samedi, 20 minutes. / Le dimanche, 30 minutes - Particularité : Aucune - Mise à jour : 16.06.2024 |                                               |                                               |                                                               |                                                                       |                                                               |
| 704   | Echichens, Village - Morges, Grassey | Echichens, Village - Morges, Grassey          | Echichens, Village - Morges, Grassey          | Echichens, Village - Morges, Grassey                          | Echichens, Village - Morges, Grassey                                  | Echichens, Village - Morges, Grassey                          |
| 704   | Longueur 4,3 km aller 4,7 km retour | Durée 15 min                                  | Nb. d'arrêts 13                               | Matériel Autobus                                              | Jour de fonctionnement L, Ma, Me, J, V, S, D                          | Nbr voyageur annuel 561'080 (2022) 546'626 (2023) - 2.6%      |
| 704   | Arrêts desservi: - Communes et lieux desservis : Echichens - Hôpital de Morges - Morges - Stations et gares desservi : Gare de Morges |                                               |                                               |                                                               |                                                                       |                                                               |
| 704   | Autre: - Zones traversées : 32 30 - Amplitude horaire : La ligne fonctionne du lundi au vendredi entre 05h30 et 00h30 environ - Le samedi entre 05h30 et 00h30 environ - Le dimanche entre 06h30 et 00h30 environ - Cadence : En semaine, 15 minutes la journée et 20 minutes le soir. / Le samedi, 15 et 20 minutes. / Le dimanche, 20 et 30 minutes - Particularité : Entre Morges, gare et Morges, Pâquis la ligne ne desserte pas les mêmes arrêts à la suite de la circulation à sens unique au centre-ville de Morges - Mise à jour : 16.06.2024                                         |                                               |                                               |                                                               |                                                                       |                                                               |
| 705   | Lonay, Parc - Ecublens, EPFL Piccard | Lonay, Parc - Ecublens, EPFL Piccard          | Lonay, Parc - Ecublens, EPFL Piccard          | Lonay, Parc - Ecublens, EPFL Piccard                          | Lonay, Parc - Ecublens, EPFL Piccard                                  | Lonay, Parc - Ecublens, EPFL Piccard                          |
| 705   | Longueur 10.4 aller 10,2 km retour | Durée 22 min                                  | Nb. d'arrêts 22                               | Matériel Autobus                                              | Jour de fonctionnement L, Ma, Me, J, V, S, D                          | Nbr voyageur annuel 474'630 (2022) 523'734 (2023) + 10.3%     |
| 705   | Arrêts desservi: - Communes et lieux desservis : Lonay - Préverenges - Denges - Echandens - Ecublens - EPFL - Stations et gares desservi : Gare de Lonay-Préverenges - Gare de Denges-Échandens - EPFL (métro de Lausanne) |                                               |                                               |                                                               |                                                                       |                                                               |
| 705   | Autre: - Zones traversées : 33 12 - Amplitude horaire : La ligne fonctionne du lundi au vendredi entre 05h40 et 00h00 environ - Le samedi entre 05h40 et 23h40 environ - Le dimanche entre 07h20 et 00h20 environ - Cadence : En semaine, cadence très variable 10, 15,et 30 minutes / Le samedi, 30 minutes. / Le dimanche, 60 minutes - Particularité : Entre Lonay, Parc et Lonay, Gare ainsi qu'entre Ecublens, Villars et Ecublens, Piccard, la ligne ne desserte pas les mêmes arrêts - Mise à jour : 16.06.2024                                                                         |                                               |                                               |                                                               |                                                                       |                                                               |
| 706   | Tolochenaz, Les Noyers - Morges, Casino | Tolochenaz, Les Noyers - Morges, Casino       | Tolochenaz, Les Noyers - Morges, Casino       | Tolochenaz, Les Noyers - Morges, Casino                       | Tolochenaz, Les Noyers - Morges, Casino                               | Tolochenaz, Les Noyers - Morges, Casino                       |
| 706   | Longueur 7,7 km | Durée 23 min                                  | Nb. d'arrêts 15                               | Matériel Autobus                                              | Jour de fonctionnement L, Ma, Me, J, V Uniquement en période scolaire | Nbr voyageur annuel 22'684 (2022) 50'774 (2023) + 123,8%      |
| 706   | Arrêts desservi: - Communes et lieux desservis : Tolochenaz - Morges - Stations et gares desservi : Halte de Prélionne - Gare de Morges |                                               |                                               |                                                               |                                                                       |                                                               |
| 706   | Autre: - Zones traversées : 32 30 - Amplitude horaire : La ligne fonctionne entre 06h45 et 20h04 - Cadence : La ligne n'est pas candencé mais circule environ chaque heure - Nombre de Course : 13 courses - Particularité : Entre Morges, gare et Morges, Pâquis la ligne ne desserte pas les mêmes arrêts à la suite de la circulation à sens unique au centre-ville de Morges - Mise à jour : 16.06.2024 |                                               |                                               |                                                               |                                                                       |                                                               |

#### Lignes régionales
| Ligne | Caractéristique | Caractéristique                                                                    | Caractéristique                                                                    | Caractéristique                                                                    | Caractéristique                                                                    | Caractéristique                                                                    |
| ----- | --- | ---------------------------------------------------------------------------------- | ---------------------------------------------------------------------------------- | ---------------------------------------------------------------------------------- | ---------------------------------------------------------------------------------- | ---------------------------------------------------------------------------------- |
| 724   | Morges, Gare ↔ St-Prex, Gare Nord ↔ Allaman, gare sud | Morges, Gare ↔ St-Prex, Gare Nord ↔ Allaman, gare sud                              | Morges, Gare ↔ St-Prex, Gare Nord ↔ Allaman, gare sud                              | Morges, Gare ↔ St-Prex, Gare Nord ↔ Allaman, gare sud                              | Morges, Gare ↔ St-Prex, Gare Nord ↔ Allaman, gare sud                              | Morges, Gare ↔ St-Prex, Gare Nord ↔ Allaman, gare sud                              |
| 724   | Longueur 12,6 km | Durée 32 min                                                                       | Nb. d'arrêts 17                                                                    | Matériel Autobus                                                                   | Jour de fonctionnement L, Ma, Me, J, V, S, D                                       | Nbr voyageur annuel 210'320 (2022) 249'985 (2023) + 18.9%                          |
| 724   | Arrêts desservi: - Communes et lieux desservis : Morges - Tolochenaz - St-Prex - Etoy - Allaman - Stations et gares desservi : Gare de Morges - Gare de Saint-Prex - Gare d'Étoy - Gare d'Allaman |                                                                                    |                                                                                    |                                                                                    |                                                                                    |                                                                                    |
| 724   | Autre: - Zones traversées : 30 31 26 - Amplitude horaire : La ligne fonctionne du lundi au vendredi entre 06h00 et 22h00 environ - Le samedi entre 07h00 et 20h00 environ - Le dimanche entre 08h00 et 20h00 environ - Cadence : La ligne est cadencée à 60 minutes mais certaines parties sont cadencées à certaines heures à la demi-heure - Particularité : Du lundi à samedi, pas toutes les courses circulent jusqu'à Allaman mais font terminus à Etoy, Grosses-Terres - Le dimanche, toutes les courses ont le terminus à Etoy, Grosses-Terres - Mise à jour : 16.06.2024 |                                                                                    |                                                                                    |                                                                                    |                                                                                    |                                                                                    |
| 726   | Morges, gare - Lavigny, Café | Morges, gare - Lavigny, Café                                                       | Morges, gare - Lavigny, Café                                                       | Morges, gare - Lavigny, Café                                                       | Morges, gare - Lavigny, Café                                                       | Morges, gare - Lavigny, Café                                                       |
| 726   | Longueur 9,3 km | Durée 22 min                                                                       | Nb. d'arrêts 10                                                                    | Matériel Autobus                                                                   | Jour de fonctionnement L, Ma, Me, J, V, S, D                                       | Nbr voyageur annuel 170'250 (2022) 189'964 (2023) + 11.6%                          |
| 726   | Arrêts desservi: - Communes et lieux desservis : Morges - Tolochenaz - Lully - Denens - Villars-sous-Yens - Lavigny - Stations et gares desservi : Gare de Morges |                                                                                    |                                                                                    |                                                                                    |                                                                                    |                                                                                    |
| 726   | Autre: - Zones traversées : 30 31 34 - Amplitude horaire : La ligne fonctionne du lundi au vendredi entre 05h30 et 23h50 environ - Le samedi entre 06h40 et 00h20 environ - Le dimanche entre 06h40 et 23h20 environ - Cadence : En semaine, 30 minutes en heure de pointe - 60 la journée et le soir / Samedi et Dimanche: 60 minutes - Particularité : - Mise à jour : 16.06.2024 |                                                                                    |                                                                                    |                                                                                    |                                                                                    |                                                                                    |
| 730   | Morges, gare - Colomier, Poste - Cossonay-Ville, Centre | Morges, gare - Colomier, Poste - Cossonay-Ville, Centre                            | Morges, gare - Colomier, Poste - Cossonay-Ville, Centre                            | Morges, gare - Colomier, Poste - Cossonay-Ville, Centre                            | Morges, gare - Colomier, Poste - Cossonay-Ville, Centre                            | Morges, gare - Colomier, Poste - Cossonay-Ville, Centre                            |
| 730   | Longueur 24,5 km | Durée 46 min                                                                       | Nb. d'arrêts 19                                                                    | Matériel Autobus                                                                   | Jour de fonctionnement L, Ma, Me, J, V, S, D                                       | Nbr voyageur annuel 315'180 (2022) 400'233 (2023) +27%                             |
| 730   | Arrêts desservi: - Communes et lieux desservis : Morges - Echichens - St-Saphorin-sur-Morges - Colombier VD - Vullierens - Cottens VD - Grancy - Senarclens - Cossonay - Stations et gares desservi : Gare de Morges |                                                                                    |                                                                                    |                                                                                    |                                                                                    |                                                                                    |
| 730   | Autre: - Zones traversées : 30 32 37 39 44 - Amplitude horaire : La ligne fonctionne du lundi au vendredi entre 05h20 et 23h40 environ - Le samedi et le dimanche entre 06h50 et 23h40 environ - Cadence : En semaine, 30 minutes tronçon Morges - Colombier 20h00 puis 60 minutes - 60 minutes entre Colombier et Cossonay avec 1 renfort par sens - Samedi et Dimanche: 60 minutes - Particularité : Les courses qui ont leur terminus à Colombier, poste sont de temps à autre prolonger à Vullierens, L'Abbaye - Mise à jour : 16.06.2024                                    |                                                                                    |                                                                                    |                                                                                    |                                                                                    |                                                                                    |
| 735   | Morges, gare - Aclens, collège - Cossonay-Ville, Centre (- Orny, Village) | Morges, gare - Aclens, collège - Cossonay-Ville, Centre (- Orny, Village)          | Morges, gare - Aclens, collège - Cossonay-Ville, Centre (- Orny, Village)          | Morges, gare - Aclens, collège - Cossonay-Ville, Centre (- Orny, Village)          | Morges, gare - Aclens, collège - Cossonay-Ville, Centre (- Orny, Village)          | Morges, gare - Aclens, collège - Cossonay-Ville, Centre (- Orny, Village)          |
| 735   | Longueur 14,2 km | Durée 29 min                                                                       | Nb. d'arrêts 15                                                                    | Matériel Autobus                                                                   | Jour de fonctionnement L, Ma, Me, J, V, S, D                                       | Nbr voyageur annuel 201'040 (2022) 242'256 (2023) +20.5%                           |
| 735   | Arrêts desservi: - Communes et lieux desservis : Morges - Echichens - Lonay - Bremblens - Romanel-sur-Morges - Aclens - Gollion - Allens - Cossonay - Lussery-VIllars - Eclépens - La Sarraz - Orny - Stations et gares desservi : Gare de Morges - Gare de La Sarraz |                                                                                    |                                                                                    |                                                                                    |                                                                                    |                                                                                    |
| 735   | Autre: - Zones traversées : 30 32 37 39 44 - Amplitude horaire : La ligne fonctionne du lundi au vendredi entre 05h20 et 23h40 environ - Le samedi 06h20 et 00h05 environ - Le dimanche 06h20 à 21h50 - Cadence : 60 minutes - Particularité : Pas toutes les courses en semaines effectuent le trajet Cossonay-VIlle à Orny et le week-end aucun bus circule entre Orny et Cossonay - Mise à jour : 16.06.2024 |                                                                                    |                                                                                    |                                                                                    |                                                                                    |                                                                                    |
| 736   | Morges, gare - Aclens, collège - Bussigny, gare sud | Morges, gare - Aclens, collège - Bussigny, gare sud                                | Morges, gare - Aclens, collège - Bussigny, gare sud                                | Morges, gare - Aclens, collège - Bussigny, gare sud                                | Morges, gare - Aclens, collège - Bussigny, gare sud                                | Morges, gare - Aclens, collège - Bussigny, gare sud                                |
| 736   | Longueur 15 km | Durée 34 min                                                                       | Nb. d'arrêts 13                                                                    | Matériel Autobus                                                                   | Jour de fonctionnement L, Ma, Me, J, V                                             | Nbr voyageur annuel Chiffre non disponible ligne créé pour l'horaire 2024          |
| 736   | Arrêts desservi: - Communes et lieux desservis : Morges - Echichens - Lonay - Bremblens - Romanel-sur-Morges - Aclens - Vufflens-la-Ville - Bussigny - Stations et gares desservi : Gare de Morges - Gare de Bussigny |                                                                                    |                                                                                    |                                                                                    |                                                                                    |                                                                                    |
| 736   | Autre: - Zones traversées : 30 32 37 15 - Amplitude horaire : La ligne fonctionne 05h38 à 09h20 et 15h38 à 20h18 - Cadence : 60 minutes entre Morges et Bussigny avec des renforts entre Vufflens-Aclens, zone industrielle - Particularité : - Mise à jour partiel : 16.06.2024 |                                                                                    |                                                                                    |                                                                                    |                                                                                    |                                                                                    |
| 740   | Morges, gare - Apples, gare - Pampigny, Collège | Morges, gare - Apples, gare - Pampigny, Collège                                    | Morges, gare - Apples, gare - Pampigny, Collège                                    | Morges, gare - Apples, gare - Pampigny, Collège                                    | Morges, gare - Apples, gare - Pampigny, Collège                                    | Morges, gare - Apples, gare - Pampigny, Collège                                    |
| 740   | Longueur 11,1 km | Durée 25 min                                                                       | Nb. d'arrêts 15                                                                    | Matériel Autobus                                                                   | Jour de fonctionnement L, Ma, Me, J, V, S, D                                       | Nbr voyageur annuel 114'560 (2022) 128'320 (2023) + 12%                            |
| 740   | Arrêts desservi: - Communes et lieux desservis : Morges - Echichens - Monnaz - Vaux-sur-Morges - Clarmont - Reverolle - Apples - Cottens - Sévery - Pampigny - Stations et gares desservi : Gare de Morges - Gare d'Apples |                                                                                    |                                                                                    |                                                                                    |                                                                                    |                                                                                    |
| 740   | Autre: - Zones traversées : 30 31 34 35 - Amplitude horaire : La ligne fonctionne du lundi au vendredi entre 05h30 et 21h30 environ - Le samedi entre 07h00 et 20h00 environ - Le dimanche entre 09h00 et 20h00 environ - Cadence : En semaine, circule presque chaque heures avec des execptions et est renforcé au heure de pointe matin midi et soir / Samedi 2 heures jusqu'à 15h04 puis horaire / Dimanche: cadence 2 heures - Particularité : - Mise à jour : 16.06.2024                                                                                                   |                                                                                    |                                                                                    |                                                                                    |                                                                                    |                                                                                    |
| 742   | Montricher, gare - Bière, gare - (Bière, Collège) | Montricher, gare - Bière, gare - (Bière, Collège)                                  | Montricher, gare - Bière, gare - (Bière, Collège)                                  | Montricher, gare - Bière, gare - (Bière, Collège)                                  | Montricher, gare - Bière, gare - (Bière, Collège)                                  | Montricher, gare - Bière, gare - (Bière, Collège)                                  |
| 742   | Longueur 13,1 km | Durée 13 min                                                                       | Nb. d'arrêts 9                                                                     | Matériel Autobus                                                                   | Jour de fonctionnement L, Ma, Me, J, V, S, D                                       | Nbr voyageur annuel 35'060 (2022) 42'444 (2023) +21.1%                             |
| 742   | Arrêts desservi: - Communes et lieux desservis : L'Isle - Montricher - Mollens - Berolle - Bière - Stations et gares desservi : Gare de l'Isle - Gare de Montricher - Gare de Bière |                                                                                    |                                                                                    |                                                                                    |                                                                                    |                                                                                    |
| 742   | Autre: - Zones traversées : 38 36 - Amplitude horaire : La ligne fonctionne entre 06h06 à 19h36 du lundi au vendredi et 08h43 et 19h13 du samedi et dimanche - Cadence : La ligne est pas cadencée en continu la semaine, il y a 10 courses reparties sur la journée - Le samedi et dimanche est cadencé à 120 minutes mais ne circule qu'entre L'Isle, gare et Montricher, Michalski en tant que 752 - Particularité : - Mise à jour partiel : 16.06.2024 |                                                                                    |                                                                                    |                                                                                    |                                                                                    |                                                                                    |
| 750   | Cossonay-Penthalaz, gare - Mont-la-Ville, Le Battoir - (Le Pont, gare) | Cossonay-Penthalaz, gare - Mont-la-Ville, Le Battoir - (Le Pont, gare)             | Cossonay-Penthalaz, gare - Mont-la-Ville, Le Battoir - (Le Pont, gare)             | Cossonay-Penthalaz, gare - Mont-la-Ville, Le Battoir - (Le Pont, gare)             | Cossonay-Penthalaz, gare - Mont-la-Ville, Le Battoir - (Le Pont, gare)             | Cossonay-Penthalaz, gare - Mont-la-Ville, Le Battoir - (Le Pont, gare)             |
| 750   | Longueur 17 km Lu-Ve 28,8 km Sa-Dim | Durée Lu-Ve 38 min Sa-Dim 51                                                       | Nb. d'arrêts Lu-Ve 19 Sa-Dim 24                                                    | Matériel Autobus                                                                   | Jour de fonctionnement L, Ma, Me, J, V, S, D                                       | Nbr voyageur annuel 98'040 (2022) 100'127 (2023) +2.1%                             |
| 750   | Arrêts desservi: - Communes et lieux desservis : Cossonay-Penthalaz - Gollion - Allens - Cossonay - La Chaux - Chavannes-le-Veyron - Cuarnens - L'Isle - La Coudre - Mont-la-Ville - Col du Mollendruz - L'Abbaye - Le Pont - Stations et gares desservi : Gare de Cossonay-Penthalaz - Gare de l'Isle - Gare de Le Pont |                                                                                    |                                                                                    |                                                                                    |                                                                                    |                                                                                    |
| 750   | Autre: - Zones traversées : 44 39 38 167 168 116 - Amplitude horaire : La ligne fonctionne en semaine entre 06h05 et 20h19 - Le samedi et dimanche 07h50 et 19h29 - Particularité : Il y a une course nocturne les vendredis et les samedis - Mise à jour partiel : 16.06.2024 |                                                                                    |                                                                                    |                                                                                    |                                                                                    |                                                                                    |
| 760   | (Cossonay-Penthalaz, gare) - Cossonay-Ville, Centre - La Sarraz, Collège Guébettes | (Cossonay-Penthalaz, gare) - Cossonay-Ville, Centre - La Sarraz, Collège Guébettes | (Cossonay-Penthalaz, gare) - Cossonay-Ville, Centre - La Sarraz, Collège Guébettes | (Cossonay-Penthalaz, gare) - Cossonay-Ville, Centre - La Sarraz, Collège Guébettes | (Cossonay-Penthalaz, gare) - Cossonay-Ville, Centre - La Sarraz, Collège Guébettes | (Cossonay-Penthalaz, gare) - Cossonay-Ville, Centre - La Sarraz, Collège Guébettes |
| 760   | Longueur 16,3 km | Durée 27 min                                                                       | Nb. d'arrêts 10                                                                    | Matériel Autobus                                                                   | Jour de fonctionnement L, Ma, Me, J, V, S, D                                       | Nbr voyageur annuel 43'930 (2022) 55'868 (2023) +27.2%                             |
| 760   | Arrêts desservi: - Communes et lieux desservis : Cossonay-Penthalaz - Cossonay - Dizy - Chevilly - Moiry VD - Ferreyres - La Sarraz - Stations et gares desservi : Gare de Cossonay-Penthalaz - Gare de La Sarraz |                                                                                    |                                                                                    |                                                                                    |                                                                                    |                                                                                    |
| 760   | Autre: - Zones traversées : 44 39 49 - Amplitude horaire : La ligne fonctionne en semaine entre 05h35 et 19h55 - Le samedi et dimanche 07h35 et 18h25 - Particularité : Il y a une course nocturne les vendredis et les samedis - Mise à jour partiel : 16.06.2024 |                                                                                    |                                                                                    |                                                                                    |                                                                                    |                                                                                    |

## Fréquentation (Nombre de Voyageurs)
|                           | 2014      | 2015      | 2016      | 2017      | 2018      | 2019      | 2020      | 2021      | 2022      | 2023      | 2024 |
| ------------------------- | --------- | --------- | --------- | --------- | --------- | --------- | --------- | --------- | --------- | --------- | ---- |
| Lignes Ferroviaire        | 706'691   | 659'819   | 743'475   | 823'939   | 828'802   | 859'869   | 656'720   | 750'927   | 854'960   | 887'649   | ---  |
| Funiculaire               | 231'631   | 272'275   | 286'798   | 291'740   | 312'414   | 338'811   | 237'265   | 242'559   | 397'030   | 461'959   | ---  |
| Lignes Urbain             | 3'798'417 | 3'914'490 | 4'151'397 | 4'161'976 | 4'389'975 | 4'639'348 | 3'302'926 | 3'850'882 | 4'800'278 | 5'464'806 | ---  |
| Lignes Régional           | 721'836   | 818'273   | 890'644   | 917'590   | 865'716   | 956'606   | 758'063   | 1'006'065 | 1'191'408 | 1'410'244 | ---  |
| Nombre Total de Voyageurs | 5'458'575 | 5'664'857 | 6'072'314 | 6'195'245 | 6'396'907 | 6'794'634 | 4'954'974 | 5'850'433 | 7'243'676 | 8'224'658 | ---  |

Les chiffres de ce tableau viennent des rapports de gestions de l'entreprise 

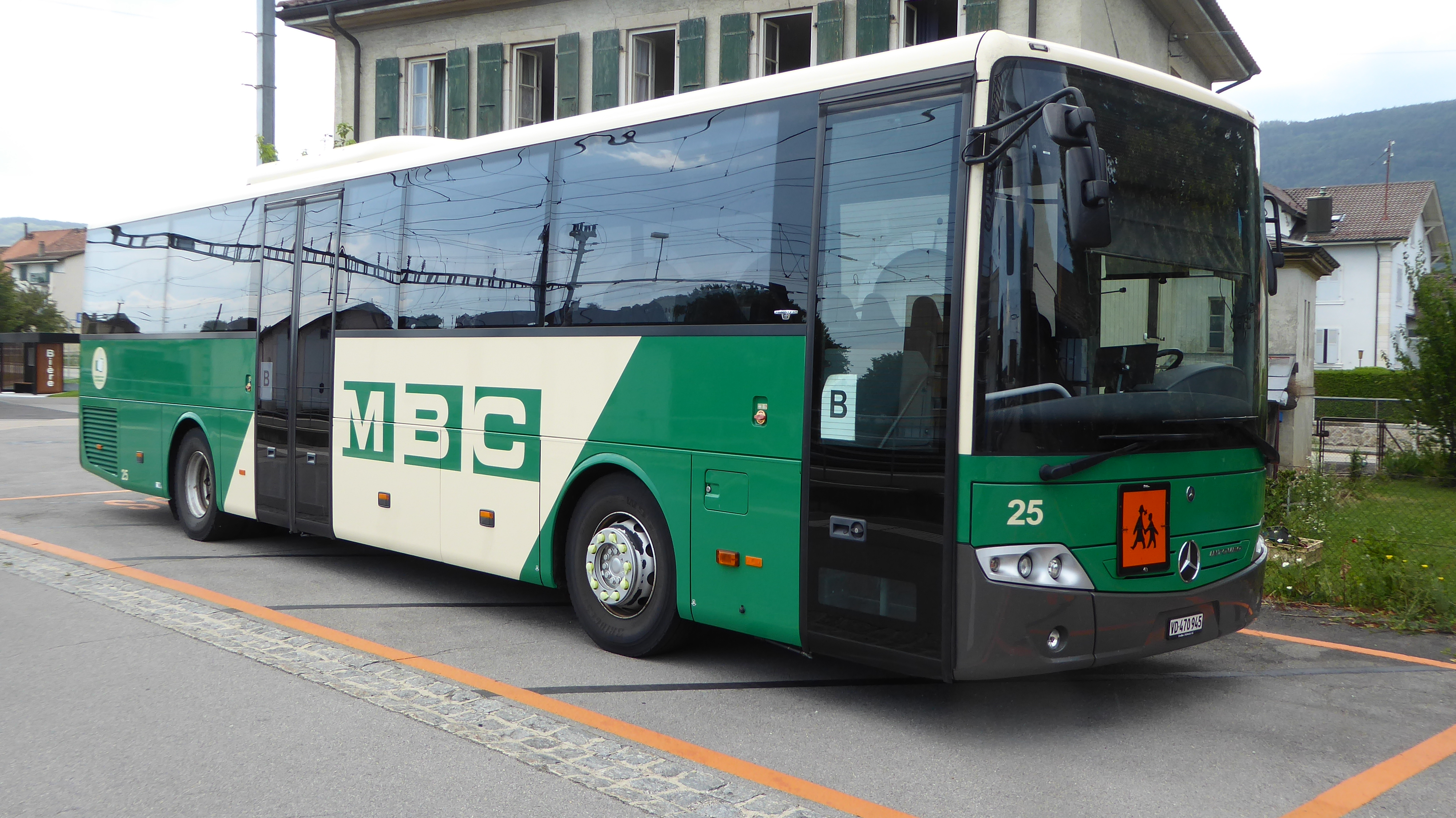
Mercedes-Benz Intouro des MBC utilisé sur les services scolaires.

## Evolution du personnel
|               | 2014 | 2015 | 2016 | 2017 | 2018 | 2019 | 2020 | 2021 | 2022 | 2023 | 2024 |
| ------------- | ---- | ---- | ---- | ---- | ---- | ---- | ---- | ---- | ---- | ---- | ---- |
| Personnel CDI | 199  | 200  | 221  | 228  | 245  | 253  | 272  | 284  | 298  | 307  | ---  |